# Canal de Navarrés
La Canal de Navarrés és una comarca del centre del País Valencià, amb capital a Énguera.
Limita pel nord amb la Foia de Bunyol, al nord-est amb la Ribera Alta, al sud amb la Costera, i a l'oest amb Castella i la Vall de Cofrents. Té una superfície de 709 km², repartida entre 8 municipis.

## Municipis
Les dades bàsiques dels «8 municipis», amb les xifres de població del padró municipal d'habitants 2023, són:
| Municipi          | Habitants (2023) | Sup. (km²) | Dens. (2023) (hab./km²) |
| ----------------- | ---------------- | ---------- | ----------------------- |
| Énguera           | 4.781            | 241,8      | 19,8                    |
| Navarrés          | 3.061            | 47,0       | 65,1                    |
| Anna              | 2.593            | 21,5       | 120,6                   |
| Xella             | 2.445            | 43,5       | 56,2                    |
| Bolbait           | 1.334            | 40,4       | 33,0                    |
| Quesa             | 661              | 73,2       | 9,0                     |
| Bicorb            | 549              | 136,5      | 4,0                     |
| Millars           | 330              | 105,5      | 3,1                     |
| Canal de Navarrés | 15.754           | 709,3      | 22,2                    |

## Comarca històrica
La Canal de Navarrés és una comarca històrica que ja apareixia al mapa de comarques d'Emili Beüt "Comarques naturals del Regne de València" publicat l'any 1934. La sola diferència respecte a l'actual és que aleshores també n'eren part els municipis de Tous (Ribera Alta) i Dosaigües (Foia de Bunyol).

## Demografia
El procés demogràfic de la Canal de Navarrés es caracteritza per l'envelliment poblacional i el risc de despoblament. El mercat laboral limitat i les dificultats de transport es troben entre les possibles causes.
| Gràfica d'evolució de Canal de Navarrés entre 1996 i 2018 |
|                                                           |

## Llengua
Els parlars de la Canal de Navarrés tenen trets compartits amb les comarques xurres. No obstant això, la varietat lingüística de la zona té un nombre més gran d'elements valencians que no pas el castellà xurro. De fet, hom considera la parla de la Canal un dialecte mixt, compost de castellà i valencià.
L'origen i evolució d'aquest dialecte és força incert i cal parar atenció a testimoniatges històrics. Una hipòtesi tradicional és la que va formular J. Hadwiger (1905) arran els seus estudis in situ de la frontera de domini valencianoparlant. Hadwiger va determinar que la base lingüística originària és el valencià però que, ja aleshores, s'emprava únicament per la gent vella i, a més, s'empobria ràpidament dels elements valencians degut a un procés de castellanització progressiva.
Una altra hipòtesi (1970) considera que la base originària és essencialment aragonesa i que continus períodes de valencianització i posterior castellanització van configurar un dialecte barrejat. La presència de valencianoparlants és evident si s'examinen els cognoms del Libre dels béns de 1798: Alcover, Aparici(o), Ballester, Barberà, Borrell, Cantó, Carbonell, Claumarchirant, Domènech, Esteve, Fabra, Ferrer, Ferrí, Fuster, Galbis, Llobregat, Moliner, Piqueras, Polop, Rovira, Tolsà, Tortosa i Verger.
Algunes de las característiques del dialecte mixt de la Canal de Navarrés són:
-	abundància de valencianismes
-	ús d'adverbis pronominals: “Me’n voy”, “se'n vamos”, “no te’n doy”
-	ús de “tu” y “mi” en casos preposicionals: “Con mi”, “con tu”
-	ús de pretèrit perifràstic modificat: “vay dir (vaig dir)”, “vamos abajar (vam abaixar)”, etc.
-	la /l/ té ressonància velar
-	“o” fortament oberta i tancada: /tarònxa/, /nusotros/
-	distinció entre essa sorda i sonora
-	distinció entre /b/ oclusiva i /v/ labiodental
-	expressions valencianes adaptades: “Vesir en cuenta (Aneu amb compte)”
-	verbs valencians adaptats: “Enchegar (engegar)”, "glopearse (glopejar-se)", “sabucar (capbussar)”, "berendar (berenar)"
-	castellanitzacions del valencià: “Adasa (dacsa)”, “asina (aixina, així)”, “barchina (albergina)”, "braguero (braguer)", "budello (budell)", “cabaso (cabàs)”, "cantón (cantó)", "dayuno (dejuni)", "feixugo, -a (feixuc)", “fustero (fuster)”, "gorgo (gorg)", "higa (figa)", “labores [de bercoquero] (llavors d'albercoc)”, "terrau (terrat)", "tollo (toll)".